# Tetramorium impurum
Tetramorium impurum (лат.) — вид муравьёв рода Tetramorium из подсемейства Myrmicinae (Formicidae).

## Распространение
Западная и Южная Европа. На восток до Польши и до степей восточной Украины.

## Описание
Мелкие (длина рабочих 2—4 мм, матки и самцы вдвое крупнее, до 7 мм) земляные муравьи бурого цвета (от желтовато-коричневого до чёрного). Усики рабочих и самок 12-члениковые с 3-члениковой булавой (у самцов усики 10-члениковые). Боковые части клипеуса килевидно приподняты около места прикрепления усиков. Жвалы широкотреугольные с зубчатым жевательным краем. Стебелёк между грудкой и брюшком состоит из двух члеников: петиолюса и постпетиолюса (последний четко отделен от брюшка), жало развито, куколки голые (без кокона). Заднегрудка с 2 короткими и широкими проподеальными шипиками. Брюшко гладкое и блестящее, голова и грудка морщинистые. В мандибулярных железах обнаружены 4-метил-3-гексанол и 4-метил-3-гексанон, в то время как у близкого вида Tetramorium caespitum главным компонентом было вещество 3-октанон.
- Рабочий сверху
- Самка сверху
- Голова сверху

## Таксономия
Tetramorium impurum относится к комплексу видов Tetramorium caespitum/impurum-Komplex. Вид был впервые описан в 1850 году немецким энтомологом Арнольдом Фёрстером (Arnold Förster, 1810—1884) под первоначальным названием Myrmica impura Foerster, 1850. Самка была описана только в 1925 году итальянским мирмекологом Карло Эмери. В 1855 году австрийский мирмеколог Густав Майр включил вид в состав рода Tetramorium. Однако затем он был синонимизирован с дерновым муравьём и около ста лет с ним смешивался, пока в 1977 году швейцарский мирмеколог Г. Куттер не восстановил его видовой статус (тогда же впервые были описаны крылатые самцы).